# Jelica Komnenović
Jelica Komnenović  (nacida el 20 de abril de 1960 en Foča, Bosnia y Herzegovina, Yugoslavia) es una exjugadora de baloncesto Yugoslavia. Consiguió 3 medallas en competiciones oficiales con Yugoslavia.